# بلورتسک
شهر بلورتسک (به روسی: Белорецк) در کشور روسیه و در جمهوری باشقیرستان واقع شده‌است.